# Scse–2
A Scse–2 (oroszul: Ще–2), korábbi jelzéssel TSZ–1 (ТС–1) szovjet kétmotoros könnyű katonai szállító repülőgép, melyet a KB–482-es tervezőiroda fejlesztett ki az 1940-es évek elején. 1942-ben repült először. A második világháború idején elsősorban a frontvonalban és a partizánok ellátására használták.

## Története
A szovjet Vörös Légierő a második világháború első időszakában nem rendelkezett olyan könnyű szállító repülőgéppel, amely a frontvonalban alkalmas lett volna tábori körülmények között a harcoló csapatok légi ellátására. Az erre  célra szolgáló, olcsón gyártható és üzemeltethető, egyszerű szerkezetű repülőgép kifejlesztésére 1941 őszén az Alekszej Scserbakov vezette KB–482-es tervezőirodát bízták meg. A repülőgép típusjelzése kezdetben TSZ–1 volt (TSZ – transzportnij szamoljot, magyarul: szállító repülőgép).
A tervezés során igyekeztek a már sorozatgyártásban lévő repülőgépekből minél több részegységet és berendezést felhasználni. Az M–11D motor és berendezései a légcsavarral és motortartó bakkal az U–2 repülőgépből származnak, a főfutók a lengéscsillapítókkal a La–5 vadászrepülőgépből származnak, míg a farokfutó az Il–2-ből, a vezérsíkok a Pe–2 zuhanóbombázótól jöttek.
A repülőgép 1942 februárjában emelkedett először a levegőbe. A sorozatgyártását 1943 októberében kezdték el az Orenburgi területen fekvő Cskalov városban működő akkori 47. sz. repülőgépgyárban, amely korábban Jakovlev típusokat gyártott. A sorozatgyártás alatt a gépen kisebb módosításokat végeztek, pl. módosították a tehertér ajtaját és nagyobbak lettek a szárnyak. A sorozatgyártású típus már a tervező után a Scse–2 típusjelzést kapta, melyből összesen 567 darabot építettek. A gyártást 1946-ban fejezték be.
1944 októberében kísérleteket folytattak egy kiképző-gyakorló változattal, melynek fejlesztését azonban hamarosan abbahagyták. Készült egy navigátorok kiképzésére szolgál változat, melynél 5–6 növendék elhelyezésére volt lehetőség a gépen, azonban ezt a változat sem került sorozatgyártás–ba. 1945-ben elkészítették a gép Scse–2TM jelzésű továbbfejlesztett változatát, amelyet nagyobb teljesítményű, 108 kW-os (145 LE) M–11MF motorokkal láttak el, valamint csökkentették a szárny méretét és módosították a futóművet.. A háború végén azonban már nem volt akkora igény a gépre, ezért a sorozatgyártását elvetették. Hasonló sorsra jutott a gép dízelmotoros változata, amellyel 1945 júliusában próbarepüléseket is végeztek.
A gépet intenzíven használták a frontvonalban a csapatok ellátására, valamint a partizán csapatok számára történő utánpótlás-szállításra. Sebesültszállításra és ejtőernyősök szállítására is alkalmazták.
A második világháború után a típus még több évig szolgálatban maradt a Szovjet Légierőnél, ahonnan 1956-ban vonták ki. A katonai szolgálatból kivont gépeket a Szovjetunióban civil feladatkörben szállításra és betegszállításra is használták. Történtek kísérletek a gépek utasszállítóvá alakítására, de ebben a feladatkörben nem alkalmazták.
A típust a második világháború után a Szovjetunióval szövetséges országok közül Lengyelországban és Jugoszláviában is rendszeresítették. 1944 tavaszán kb. 10 darab Scse–2-est adtak át Lengyelországnak. 1945 után az összes lengyel Scse–2-es a dęblini repülőiskolához került. Ezeket a gépeket 1960 körül vonták ki a szolgálatból.

## Műszaki jellemzők
Teljesen fából épített konstrukció. A törzs, a vezérsíkok és a szárnyak rétegeslemezből készített félhéj szerkezet. A kormányfelületeket vászonnal borították. A gyártásnál kiemelt cél volt, hogy minimalizálják a stratégiai fontosságú fémek felhasználását. Felsőszárnyas elrendezésű, a szárnyak trapéz alaprajzúak, mindkét oldalon egy-egy dúccal merevítettek. Mindkét félszárnyon egy-egy motorgondola helyezkedik el egy Svecov M–11D öthengeres csillagmotorral. Osztott függőleges vezérsíkokkal látták el, amely a Pe–2 zuhanóbombázóból származik. A pilótakabinban kétfős személyzet foglalt helyet. A törzsben 14 utast, vagy szabványos katonai hordágyon elhelyezve kilenc sebesültet tudott szállítani. A törzs jobb oldalán, a szárny alatti részen egy nagyméretű, felfele nyíló teherajtót helyeztek el, amelyben az utasok ki- és beszállásara egy külön, kisebb ajtó állt rendelkezésre. Futóműve hárompontos, farokfutós elrendezésű. A futók nem behúzhatók. A főfutók áramvonalas burkolatot kaptak. Műszerezettsége a bonyolult időjárási viszonyok közötti és az éjszakai repülést is lehetővé tette.
Megbízható és strapabíró repülőgép volt ugyan, de alulmotorizált. Az alacsony motorteljesítmény miatt rossz, mindössze 1,2 m/s-os emelkedőképesség és viszonylag magas felszállási úthossz jellemezte.

## Műszaki adatok
Geometriai méretek és tömegadatok
- Fesztáv: 20,48 m
- Hossz: 14,27 m
- Szárnyfelület: 63,9 m²
- Magasság: 3,88 m
- Üres tömeg: 2270 kg
- Normál felszálló tömeg: 3400 kg
- Legnagyobb felszálló tömeg: 3600 kg
- Hasznos terhelés: 1130 kg
- Üzemanyag: 370 kg
- Szállítási kapacitás: 14 utas vagy 9 sebesült hordágyon

Motorok
- Típusa: M–11D öthengeres csillagmotor
- Száma: 2 db
- Maximális teljesítmény: 86 kW (115 LE)

Repülési teljesítmény
- Maximális sebesség: 160 km/h
- Gazdaságos utazósebesség: 140 km/h
- Emelkedőképesség: 1,2 m/s
- Legnagyobb repülési magasság: 2400 m
- Hatótávolság: 850 km
- Felszállási úthossz: 275 m
- Kigurulási úthossz: 160 m